# 圭修のGOOD GOOD WAVE
『圭修のGOOD GOOD WAVE』（けいしゅうのグッドグッドウェーブ）は、KBS京都で毎週土曜日に放送された深夜ラジオ番組。1989年〜1991年まで放送。放送時間は22:00 - 24:00。しかし前番組であるKBS京都パーフェクトナイターの放送延長によって放送時間が大幅に短縮されること（最短20分間の放送）があった。基本的に生放送であったが、番組晩期においては、録音による放送となっていた。

## 概要
- KBS京都ラジオで圭修がメーンパーソナリティを務めたフリーキャンパスKYOTO木曜日、圭修のGOOD SOUND WAVEから続くラジオ番組である。
- 番組テーマソングはベイシティローラーズ（オープニング：Rock 'n Roll Love Letter、エンディング：Bye Bye Baby）が用いられた。
- 番組内CM前のジングルのひとつとして、Bon Joviの Born To Be My Babyが用いられ、 ジングルのナレーションはジェフ・バーグランドであった。

## 出演
- 清水圭（しみず　けい）

メインパーソナリティ。
- 和泉修（いずみ　しゅう）

メインパーソナリティ。番組内では「日本一のゲス男」と称し、自他共にネタにしていた。
- 名塩匡（なしおただし）

当時の河合塾講師。清水圭の同志社香里時代からの友人で、サブパーソナリティーを務めた。「サテライト講座」のコーナーを担当。
- 上柴とおる（うえしばとおる）

同番組の構成者でありながら、時折り割って入り一緒にしゃべる。

## 主なコーナー
有名人を見た!
- リスナーが街角で偶然出会ったり、見たりした有名人（おもにタレントや芸能人）の情報を紹介するコーナー。
- 単に有名人を見ただけの情報は採用されない。その有名人とリスナーとのカラミや、ちょっとした情報（意外な一面）を報告した投稿が主に採用された。
- メインパーソナリティーである圭修の目撃談はよく紹介された。
- 当番組の構成／選曲担当者の上柴とおるは大相撲ファンであることから、相撲力士の目撃情報の採用は多い傾向にあった。
- 圭修自身も、有名人と仕事をした際の情報も自身から報告されることがあった。
- 紹介された中でも特に秀逸な投稿（概ね1-2名程度）に、「ファンキーの素」とされる番組特製グッズが進呈された。
- このコーナーは後の読売テレビ制作のダウンタウンDX「視聴者は見た!」とほぼ同じ内容である。

サテライト講座
- 大学受験に必要な入試情報を提供した。このコーナーに限り当時、河合塾講師であった名塩匡がメインを務めた。
- 入試情報だけでなく、受験生の悩みなども紹介し、各パーソナリティーが回答していた。
- このコーナーは、河合塾が提供した。

どこでもゴロンと寝てムーチョ
- リスナー投稿による替え歌のコーナー。
- 清水圭がアカペラで歌い、和泉修と名塩匡がリズムや合いの手を入れた。
- 清水圭が不在の時は、和泉修が代理で歌うこともあった。
- 番組初期では強烈な下ネタ替え歌が多く、男子中高生の熱狂的な支持を得ていた。しかし、大阪での国際花と緑の博覧会での公開録音以降、秀逸な下ネタ替え歌以外は排除される傾向にあった。
- 紹介された中でも秀逸な投稿（概ね2-3名程度）には、「ファンキーの素」とされる番組特製グッズが進呈された。
- このコーナーに採用された者は「寝てムーチャー」と評される。
- このコーナーは、後のフジテレビボキャブラ天国とほぼ同じ内容である。

## エピソード
- 番組開始当初に清水圭が、仕事が少なく生活に困窮していると話したところ、リスナー（女子生徒）から3,000円のカンパが自宅ポストにされたと自身が番組内で話している。
- 大阪での国際花と緑の博覧会での公開録音開催時、聴衆のほとんどが当番組を知らない昼間のファミリー層が占めていた。その場での「どこでもゴロンと寝てムーチョ」の下ネタ替え歌は清水圭には相当堪えたらしく、「この放送だけは、絶対に自分の子供には聴かせたくない」と後日、番組内で話している。
- 番組晩期は録音放送となっていたため、昼間にKBS京都のラジオ出演をしていた立原啓裕が飛び込みゲストとして出演したことがあった。

| KBS京都 土曜22：00～24：00            | KBS京都 土曜22：00～24：00 | KBS京都 土曜22：00～24：00   |
| 前番組                                | 番組名                     | 次番組                       |
| ------------------------------------- | -------------------------- | ---------------------------- |
| ミュージックステーション 22:00～25:00 | 圭修のGOOD GOOD WAVE       | 130Rののきなみハイテンション |